# Бромид калия
Броми́д ка́лия (калий бромистый) — неорганическое соединение, калиевая соль бромоводородной кислоты с химической формулой KBr. Имеет вид бесцветного кристаллического вещества.

## Получение

### В промышленности
- Для промышленных нужд бромид калия получают с помощью взаимодействия карбоната калия со смешанным бромидом железа (II, III) Fe3Br8[2]:

{\displaystyle {\mathsf {4K_{2}CO_{3}+Fe_{3}Br_{8}\rightarrow 8KBr+Fe_{3}O_{4}+4CO_{2}}}}

### В лаборатории
- В лабораторных условиях можно получать бромид калия с помощью взаимодействия гидроксида калия, брома и аммиака:

{\displaystyle {\mathsf {6KOH+3Br_{2}+2NH_{3}\rightarrow 6KBr+6H_{2}O+N_{2}\uparrow }}}
- Прямой синтез при комнатной температуре:

{\displaystyle {\mathsf {2K+Br_{2}\rightarrow 2KBr}}}
- Замещение бромом менее активного галогена (иода):

{\displaystyle {\mathsf {2KI+Br_{2}\rightarrow 2KBr+I_{2}\downarrow }}}
- Термическое разложение при температуре выше 434°С бромата калия:

{\displaystyle {\mathsf {2KBrO_{3}\ {\xrightarrow {>434^{o}C}}\ 2KBr+3O_{2}}}}

## Физические свойства
Выглядит как бесцветные кристаллы, имеющие кристаллическую решётку кубического типа, аналогичную хлориду натрия (a = 0,6596 нм, z = 4, пространственная группа Fm3m). При нагреве до 298 °C и под давлением 1,7 ГПа кристаллическая решётка переходит в другую кубическую модификацию типа хлорида цезия. Имеет температуру плавления 734 °C, кипит при 1435 °C. Плотность составляет 2,75 г/см3.
Дипольный момент молекулы составляет 9,1 Дебая.

### Термодинамические величины
| Свойство                                  | Значение          |
| ----------------------------------------- | ----------------- |
| Стандартная энтальпия образования (298 К) | -392,5 кДж/моль   |
| Энтропия образования (298 К)              | 95,85 Дж/(моль·К) |
| Теплоёмкость (298 К)                      | 52,07 Дж/(моль·К) |
| Энтальпия плавления                       | 29 кДж/моль       |

### Растворимость
| Растворитель | Температура, °C | Растворимость, г/100 г растворителя |
| ------------ | --------------- | ----------------------------------- |
| Ацетон       | 20              | 0,03                                |
| Вода         | 0               | 53,5                                |
| Вода         | 10              | 59,5                                |
| Вода         | 20              | 65,2                                |
| Вода         | 25              | 68,1                                |
| Вода         | 30              | 70,9                                |
| Вода         | 40              | 75,8                                |
| Вода         | 60              | 85,5                                |
| Вода         | 80              | 94,6                                |
| Вода         | 100             | 103,3                               |
| Вода         | 150             | 127,3                               |
| Вода         | 200             | 153,2                               |
| Глицерин     | 25              | 17,8                                |
| Метанол      | 20              | 2,1                                 |
| Этанол       | 20              | 0,46                                |
| Этанол       | 55              | 0,54                                |

## Химические свойства
Бромид калия является типичной ионной солью. При растворении в воде подвергается полной диссоциации, при этом не гидролизуется, поскольку образован сильным основанием (гидроксид калия) и сильной кислотой (бромоводородная кислота). Не образует кристаллогидратов. Не растворяется в концентрированной бромоводородной кислоте.
- Бром вытесняется более активными галогенами:

{\displaystyle {\mathsf {2KBr+Cl_{2}\rightarrow 2KCl+Br_{2}\uparrow }}}
- В растворах могут протекать обычные обменные реакции:

{\displaystyle {\mathsf {KBr+AgNO_{3}\rightarrow AgBr\downarrow +KNO_{3}}}}
- Проявляет восстановительные свойства:

{\displaystyle {\mathsf {2KBr+3H_{2}SO_{4}\rightarrow 2KHSO_{4}+Br_{2}\uparrow +SO_{2}\uparrow +2H_{2}O}}} (конц. {\displaystyle {\mathsf {H_{2}SO_{4}}}}, кип.)
{\displaystyle {\mathsf {5KBr+3H_{2}SO_{4}+KBrO_{3}\rightarrow 3Br_{2}+3K_{2}SO_{4}+3H_{2}O}}} (разб. {\displaystyle {\mathsf {H_{2}SO_{4}}}})
{\displaystyle {\mathsf {2KBr+2H_{2}SO_{4}+MnO_{2}\rightarrow Br_{2}+K_{2}SO_{4}+MnSO_{4}+2H_{2}O}}} (конц. {\displaystyle {\mathsf {H_{2}SO_{4}}}}, кип.)
{\displaystyle {\mathsf {10KBr+2KMnO_{4}+8H_{2}SO_{4}\rightarrow 6K_{2}SO_{4}+5Br_{2}\uparrow +2MnSO_{4}+8H_{2}O}}}
- С некоторыми бромидами в концентрированных растворах могут образовываться комплексные соединения:

{\displaystyle {\mathsf {2KBr+CuBr_{2}\rightarrow K_{2}[CuBr_{4}]}}}
- Электролиз в горячем растворе:

{\displaystyle {\mathsf {KBr+3H_{2}O\rightarrow 3H_{2}\uparrow +KBrO_{3}}}}

### Бромирующий агент
- Используется для селективного транс-бромирования кратных связей алкенов и алкинов в присутствии диацетокси йодбензола в системе дихлорметан-вода[6]. Для цис-бромирования применяют систему церий-аммоний нитрат—бромид калия[7].
- Для монобромирования дезактивированных производных анилина применяют окислительное бромирование бромидом калия и перборатом натрия[8].

## Применение
- Используют как источник бромид-ионов для получения бромида серебра, который используется для изготовления фото- и киноплёнок.

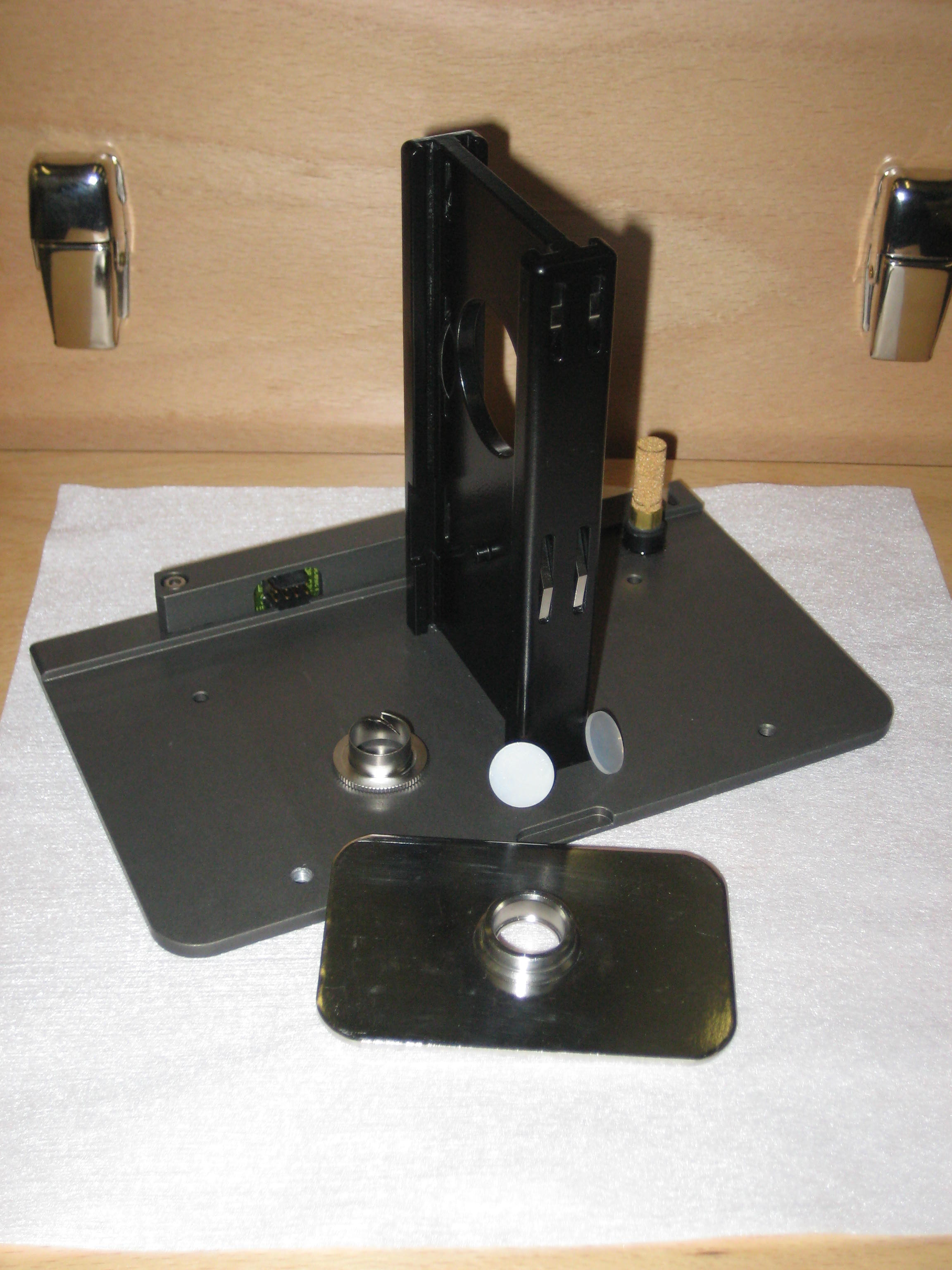
Приставка для ИК-спектрофотометра для изучения спектров жидких веществ в таблетах из бромида калия

- Применяется в составе фотографических проявителей в качестве антивуалирующего вещества. По сравнению с другими антивуалентами практически не поднимает контраст изображения[9].
- Для изучения ИК-спектров жидких веществ часто применяют технологию помещения вещества между пластинками из бромида калия (так называемую «таблетку»). Бромид калия не поглощает ИК-излучение в достаточно широком интервале длин волн (от 0,25 мкм до 25 мкм), что позволяет использовать его для этих целей.

## Физиологическое действие
Широко использовалось как противосудорожное и седативное вещество в конце XIX и начале XX веков. Его действие основано на физиологическом влиянии бромид-иона (бромид натрия менее эффективен). В настоящее время бромид калия применяется в качестве ветеринарного препарата — как противосудорожное лекарство для собак и кошек.
В разбавленных водных растворах бромид калия придаёт раствору сладкий вкус, при более высоких концентрациях раствор обладает горьким вкусом (эти эффекты обусловлены главным образом действием иона калия).
При высокой концентрации бромид калия сильно раздражает слизистую оболочку желудка, что приводит к тошноте и рвоте.
Смертельная доза LD50 равна 3070 мг/кг.